# Noise pop
El noise pop es un subgénero musical del rock alternativo, nacido a mediados de los años 1980 y desarrollado fundamentalmente en los Estados Unidos, aunque con ramificaciones en el Reino Unido y otros países.

## Características
Se distingue por la utilización que dan los grupos vinculados a este género a la guitarra eléctrica, incorporando elementos de determinados géneros experimentales del rock, como el post punk, la no wave o la música noise. Esto incluye la utilización de distorsiones, afinaciones disonantes, acoples, feedback y otros efectos sonoros generados con guitarras eléctricas.
También se caracteriza por emplear una contundente base rítmica heredada del punk rock y del hardcore punk y por el uso de melodías frecuentemente inspiradas en el pop clásico y en la new wave.

## Nacimiento
Sus principales precursores fueron grupos como Band of Susans, Mission of Bhurma o Swans. Otros grupos adscritos al hardcore punk también se pueden citar como precursores directos del noise pop, como es el caso de Hüsker Dü.
La banda más influyente y la que dio origen al género como tal fue Sonic Youth, quienes ya a principios de los años 1980 comenzaron a emplear afinaciones en sus guitarras que hasta entonces nadie había empleado en el rock. Su enfoque revolucionario y arty del rock ejercería una influencia decisiva no solo en la escena noise pop, si no en toda la música alternativa.
Otro grupo imprescindible en el género fueron los bostonianos Pixies, cuyo cantante Black Francis exhibía una poderosa y versátil voz capaz de pasar de los gritos histriónicos a la imitación de voces infantiles. Fue el primer grupo en construir sus canciones utilizando crescendos basados en estrofas con melodías pop y aparentemente tranquilas, a las que seguía una explosión de ruido furioso en el estribillo, para volver otra vez a la calma inicial en la siguiente estrofa. Esta fórmula posteriormente la utilizarían Nirvana en la estructura de sus canciones, quienes la popularizarían masivamente.
Por su parte, Dinosaur Jr, banda radicada en Minneapolis, se distinguía por la voz perezosa y nasal de su cantante y guitarrista J. Mascis, así como por ser el único grupo del género en incorporar solos de guitarra en sus canciones –algo no muy habitual dentro de la escena alternativa– aunque convenientemente enmarañados como mandan los cánones del noise pop. Por este motivo J. Mascis es frecuentemente considerado el mejor guitarrista de su generación por la crítica musical.
A mediados de los 80 también surgieron otros grupos estadounidenses como Flaming Lips o Yo La Tengo, que adoptaban todas las señas de identidad del género y que tendrían gran influencia posteriormente.
Asimismo, en el Reino Unido, concretamente en Glasgow, The Jesus and Mary Chain también fueron relacionados con el noise pop. Su estilo musical incluía guitarras eléctricas distorsionadas y aparentemente desafinadas combinadas con melodías inspiradas en los Beach Boys o Phil Spector.

## Desarrollo en los 90
La popularidad de los grupos de noise pop fue creciendo durante la segunda mitad de los años 1980 dentro de los círculos alternativos gracias al apoyo de las emisoras de radio universitarias norteamericanas y de la prensa especializada británica y europea. Pero no fue hasta el comienzo de los años 1990 cuando el género mostró su verdadera importancia al influir sustancialmente en varios géneros del rock alternativo que estaban naciendo por entonces, y a infinidad de grupos que estaban dando sus primeros pasos. 
Una de las bandas de noise pop más importantes aparecidas en los 90 fueron Pavement, grupo californiano que superponía descargas de noise pop al legado del folk rock y de grupos como Velvet Underground o The Fall. Sus ritmos desacompasados, sus letras sarcásticas y literarias, y su actitud despreocupada les convirtieron en los herederos naturales al trono del noise pop de los 90. El sonido destartalado de sus discos fue definido como Lo fi (literalmente baja fidelidad) al igual que el de otros grupos como Guided By Voices o Sebadoh, estos últimos liderados por Lou Barlow, exbajista de Dinosaur Jr.
Otro grupo con líder ilustre fueron The Breeders, cuya cantante y guitarrista, Kim Deal, era también la bajista de los Pixies. En principio nació como proyecto paralelo, pero cuando estos últimos se disolvieron en 1993, se convirtió en su grupo principal. Llegaron a cosechar un relativo éxito en la MTV y las radios comerciales con la canción Cannonball.
Por otra parte, Flaming Lips y Mercury Rev llevaron las enseñanzas sónicas del noise pop al terreno psicodélico, con especial influencia de Syd Barrett. Estas dos bandas, han tenido una evolución similar, ya que además de haber compartido integrantes en ciertas etapas de su carrera, posteriormente abandonaron casi al mismo tiempo los sonidos ruidistas para facturar discos mucho más pop.
El grupo Superchunk por otro lado, también recogía las señas de identidad más reconocibles del género para agitarlas con la energía de grupos punk pop de los 70 como Buzzcocks o Undertones, o de hardcore melódico como Hüsker Dü.

## Influencia en el indie rock
- Grunge: Como ya se ha comentado, grupos como Nirvana le deben mucho al noise pop, tanto en las estructuras de sus canciones, como en su forma de tocar la guitarra, algo que también ocurre con otras bandas grunge, como Mudhoney, Hole o Screaming Trees.
- Power pop alternativo: Grupos como Weezer, Lemonheads, Teenage Fanclub, Enon, Blonde Redhead, Les Savy Fav o The Posies añadieron grandes dosis de ruido a las melodías y ritmos propios del power pop.
- Shoegazing: Las canciones de los grupos de este género se basaban en melodías etéreas y tempos lentos al género del dream pop combinadas con espirales de distorsión. Las huellas del noise pop son evidentes en el grupo más importante del género, My Bloody Valentine y en otros como Ride o Swervedriver.
- Post-hardcore: Cuando bandas como Fugazi, Jawbox o Girls Against Boys decidieron ampliar las influencias de su música, también incorporaron los hallazgos sonoros de los guitarristas del noise pop, como feedbacks, disonancias, etc.
- Lo fi: Esta etiqueta comenzó a ser utilizada a principios de los 90 para definir el sonido sin apenas producción de grupos de noise pop como Pavement, Guided by Voices o Sebadoh.

## Noise pop en España
A principios de los 90 el noise pop cobró gran importancia dentro de la escena alternativa española y su eclosión fue paralela al nacimiento del indie en España.
El primer eslabón en la cadena fueron Surfin Bichos, quienes a finales de los 80 ya se adelantaron a todos los grupos que estarían por llegar. En una época no muy propensa al nacimiento de nuevas propuestas, su música recibía influencias de grupos como Pixies o The Jesus and Mary Chain alejándose de los tópicos del pop español de los 80.
Sin embargo el inicio de la explosión del género en España lo marcó la Gira Noise Pop en el año 1992, cuyo cartel estaba formado por las bandas Usura, El regalo de Silvia, Bach is Dead y Penelope Trip. A partir de este momento los grupos de noise pop comenzaron a multiplicarse por todo el país al tiempo que nacía una nueva red de sellos independientes, fanzines y salas de conciertos que reflejaban el resurgir de la música independiente española doce años después del inicio de la movida madrileña. 
La mayoría de estos grupos se caracterizaban por adoptar el inglés en sus canciones y por exhibir con orgullo una actitud amateur que utilizaban para diferenciarse de los grupos mainstream supervivientes de los 80.
Los grupos más importantes fueron Manta Ray, Eliminator Jr, Penelope Trip, Australian Blonde, El Inquilino comunista, Insanity Wave, Parkinson D.C. o Beef. Aunque la banda que obtendría más éxito serían los granadinos Los Planetas, la única que cantaba en castellano junto con Surfin Bichos, que se convertiría en el grupo indie más importante de los 90.
A partir del 2011 hay un resurgimiento de la escena noise nacional con bandas como Odio París, La Maniobra de Q, Los Marcianos, Jugando con Kurt, Triángulo de amor bizarro, Disco Las Palmeras, Grushenka o Apartamentos Acapulco.

## Discos representativos de noise pop
- The Jesus and Mary Chain - Psychocandy (Creation, 1985)
- Beat Happening - Beat Happening (K, 1985)
- Dinosaur Jr - Bug (SST, 1988)
- My Bloody Valentine - Isn't Anything (Creation, 1988)
- The Breeders - Pod (4AD, 1990)
- Teenage Fanclub - Bandwagonesque (Creation, 1991)
- Pavement - Slanted and Enchanted (Big Cat, 1992)
- Yo La Tengo - I Can Hear The Heart Beating As One (Matador, 1997)